# David Friesen
David Friesen (Tacoma, Washington, 6 de mayo de 1942) es un contrabajista, guitarrista y compositor estadounidense de jazz.

## Historial
Con diecinueve años, estando en el servicio militar, en París, compartió sesiones con la guitarra, con George Arvanistas y Johnny Griffin  y, más tarde, en Copenhague, con Ted Curson. De vuelta a casa y ya utilizando el contrabajo, tocó en jam sessions locales con Larry Coryel y Randy Brecker, además de trabajar con John Handy y Marian McPartland. En 1973 es fichado por Joe Henderson, pasando después a tocar con Bobby Hutcherson y  en 1975, con Billy Harper. Vuelve a trabajar con Curson y realiza con él sus primeras grabaciones, para acompañar después a Mal Waldron (1982), Paul Horn (1983, incluida su gira por la Unión Soviética) y, nuevamente, a Joe Henderson (1984). A estos, se añaden Stan Getz, Sam Rivers, Kenny Drew, George Adams, Danny Richmond, Dexter Gordon y Mose Allison. Con la mayoría de ellos, realiza grabaciones como acompañante, además de un gran número de discos como líder.
Friesen toca usualmente un contrabajo francés del siglo XVIII, de sensual sonoridad, capaz de realizar conciertos de solo, llenos de tensión y belleza musicales.

## Discografía

### Como líder
- Color Pool (1975)
- Star Dance (1976)
- Waterfall Rainbow (1977)
- Through the Listening Glass (1978)
- Other Mansions (1979)
- Paths Beyond Tracing (1980)
- Heart to Heart (1980)
- Storyteller (1981)
- Amber Skies (1983)
- Encounters con Mal Waldron (1984)
- Inner Voices (1987)
- Other Times, Other Places (1989)
- Departure (1990)
- Long Trip Home (1992)
- Two For the Show (1994)
- 1 2 3 (1994)
- Remembering the Moment (Soul Note, 1994)
- The Spirit of Christmas (1994)
- Returning (1995)
- Dancing with the Bass (1995)
- Three to Get Ready (1995)
- Upon the Swing (1996)
- Four to Go (1996)
- Facing the Wind (1996; con Leszek Możdżer)
- Still Waters (1997)
- Ancient Kings (1998)
- Tomorrow's Dream (1998)
- Castles and Flags (1999)
- Live at Jazz Bakery (1999)
- In Concert (2000)
- Made in Berlin (2000)
- With You in Mind (2001)
- Voices (2001)
- The Name of a Woman (2002)
- Grace (2002)
- Midnight Mood:Live in Stockholm (2004)
- Connection (2006)
- Christmas at Woodstock (2006)
- Made in Istanbul (2006)

### Como acompañante (selección)
Con Billy Harper
- Black Saint (Black Saint, 1975)

Con Mal Waldron
- One Entrance, Many Exits (Palo Alto, 1982)